# Chiesa dei Santi Stefano e Michele
La chiesa dei Santi Stefano e Michele si trova a San Miniato, in provincia di Pisa, diocesi di San Miniato.

## Storia e descrizione
La chiesa primitiva è forse antecedente al Mille. In origine l'edificio era più piccolo e vi si accedeva lateralmente attraverso un soprappasso, detto Ponticello. Nel Trecento alla chiesa era annesso un ospedale retto dai canonici regolari di Sant'Antonio Abate di Vienne, per i malati di fuoco di Sant'Antonio; ne resta testimonianza nel Tau, simbolo dei frati, murato sul lato esterno della chiesa.
L'aspetto odierno dell'edificio si deve ad una serie di trasformazioni avvenute fra il Cinque e l'Ottocento. Nel Museo Diocesano si conservano alcuni arredi della chiesa, fra i quali un busto in terracotta raffigurante il Redentore; un tabernacolo ligneo con la figura del Cristo risorto, e un San Francesco Saverio a bassorilievo, in legno.